# بني كلة السفلى (بني قلة)
بني كلة السفلى هي إحدى مشيخات المملكة المغربية، تتبع جغرافيا لإقليم وزان وإداريًا لبني قلة. يقدر عدد سكانها بـ 6556 نسمة حسب الإحصاء الرسمي للسكان والسكنى لسنة 2004.